# Inari (llac)
El llac Inari (en finès: Inarijärvi, en sami d'Inari: Aanaarjävri, en sami septentrional: Anárjávri, en sami skolt: Aanarjäuʹrr, en suec: Enare träsk) és el segon llac de Finlàndia i el sisè d'Europa en extensió. Està situat al municipi d'Inari a la part septentrional de la Lapònia finlandesa, al nord del Cercle polar àrtic, a 118 metres sobre el nivell del mar. La seva superfície és de 1.050 km², la profunditat mitjana de 15 m i la màxima de 92 m. El llac desaigua cap al nord a través del riu Paatsjoki cap al mar de Barents. Entre el mes de novembre i començaments de juny el llac queda congelat.
El llac té més de 3.000 illes al seu interior. Les més conegudes són Hautuumaasaari i Ukonkivi, lloc on realitzaven sacrificis els antics habitants de la zona.